# Christian Günther von Bernstorff
Pour les articles homonymes, voir von Bernstorff.
Christian Günther von Bernstorff est un homme politique danois, né le 3 avril 1769 à Copenhague et mort le 18 mars 1835 à Berlin. Il est le fils du comte Andreas Peter von Bernstorff.

## Biographie
Christian Günther von Bernstorff est le fils du ministre d'État danois Andreas Peter von Bernstorff et de Henriette comtesse de Stolberg-Stolberg, une sœur du poète Frédéric-Léopold de Stolberg-Stolberg. Il est issu d'une ancienne famille noble établie en Basse-Saxe et dans le Mecklembourg. Il est nommé d'après son grand-père, le comte Christian Günther de Stolberg-Stolberg. 
Ambassadeur à Berlin et à Stockholm, il devient ministre des Affaires étrangères en 1797. Il suit alors la politique de neutralité, ce qui n'empêche pas le bombardement anglais de 1807. Ambassadeur à Paris (1811), il représente le Danemark au congrès de Vienne et signa la cession de la Norvège à la Suède (1815). Passé au service du roi de Prusse en 1818, il est nommé ministre des affaires étrangères de Prusse et assiste aux congrès d'Aix-la-Chapelle, de Carlsbad, de Laybach et de Vérone.
Christian Günther von Bernstorff est mort à Berlin en 1835, à l'âge de presque 66 ans. Il est enterré dans le cimetière de la Sainte-Trinité devant la porte de Potsdam (de). Sa tombe est perdue au plus tard lors du nivellement du cimetière en 1922.

## Famille
En 1806, il épouse Elise von Dernath (de) (1789-1867), la fille de 16 ans de sa sœur Charlotte, d'un an sa cadette, et Magnus von Dernath (de), avec laquelle il a six enfants, dont les trois fils meurent en bas âge et la fille Marie reste célibataire. Sa fille Klara (1811-1832) épouse l'ambassadeur danois à Berlin Eugen von Reventlow (de) (1798-1885), un fils de Cay Friedrich von Reventlow (de), et meurt sans enfant. Thora (1809-1873) a douze enfants avec son mari Julius von dem Bussche-Ippenburg (de).